# Mamour, quand tu es près de moi
 (janvier 2020).
 (janvier 2020).
Mamour, quand tu es près de moi (titre original : Lover When You're Near Me est une nouvelle de science-fiction écrite par Richard Matheson et publiée en mai 1952 dans la revue Galaxy Science Fiction. Elle a été traduite en français par Michel Deutsch et publiée en 1978 dans le recueil de nouvelles de Richard Matheson intitulé Les Mondes macabres (la traduction a été revue par Jacques Chambon pour l'édition de 2003 chez Flammarion).

## Résumé
Cette nouvelle est un récit de science fiction qui se déroule dans un futur marqué par une certaine évolution technologique ainsi qu'un voyage interplanétaire, typiques du genre. 
Un vaisseau atterrit sur une planète. À l'intérieur, le héros, envoyé en mission, devra demeurer six mois logé dans une maison avec pour domestique une extraterrestre nommée Mamour. Après quelque temps, Lindell ressent des choses étranges. Sa domestique est de plus en plus présente et ne parle pas mais lit dans ses pensés. Un jour, il trouve le registre où ont écrit ses prédécesseurs : ce dernier est de moins en moins bien tenu (l'écriture se dégrade), et Lindell y trouve une note de mise en garde contre Mamour. Dès lors, le personnage devient de plus en plus angoissé, d'autant que Mamour traverse les murs pour hanter ses nuits. Finalement, la navette arrive, Lindell est sauvé, mais le souvenir de cette oppressante relation reste gravé en lui.
Le narrateur est extradiégétique mais adopte un point de vue interne : les réactions de la Gnee sont notamment perçues à travers le regard du personnage. Le récit présente également plusieurs analepses, le protagoniste imaginant ce qu'ont vécu les autres avant lui. Le rythme du récit, enfin, est plutôt rapide grâce aux sommaires, bien que plusieurs pauses descriptives ajoutent également du suspens à la nouvelle.